# راشل دویل
راشل دویل (انگلیسی: Rachael Doyle؛ زادهٔ ۲۶ اکتبر ۱۹۸۹) بازیکن فوتبال اهل استرالیا است.
از باشگاه‌هایی که در آن بازی کرده‌است می‌توان به اشاره کرد.
وی همچنین در تیم ملی فوتبال استرالیا بازی کرده‌است.